# Purkot Daha
Purkot Daha (nep. पुर्कोट दह) – gaun wikas samiti w zachodniej części Nepalu w strefie Lumbini w dystrykcie Gulmi. Według nepalskiego spisu powszechnego z 2001 roku liczył on 768 gospodarstw domowych i 3912 mieszkańców (1965 kobiet i 1947 mężczyzn).